# توروبایو
توروبایو (به اسپانیایی: Torobayo) یک زیستگاه انسانی در شیلی است که در استان والدیویا واقع شده‌است.

## خصوصیات
توروبایو ۱۴۸ نفر جمعیت دارد.